# CS Trevigliese
CS Trevigliese (wł. Circolo Sportivo Trevigliese Associazione Sportiva Dilettantistica) – włoski klub piłkarski, mający siedzibę w mieście Treviglio, w północnej części kraju, grający od sezonu 2019/20 w rozgrywkach Eccellenza Lombardia.

## Historia
Chronologia nazw:
- 1907: Circolo Sportivo Trevigliese
- 1938: klub rozwiązano
- 1938: G.I.L. Treviglio Sezione Calcio
- 1943: Circolo Sportivo Trevigliese
- 2014: CS Trevigliese A.S.D.

Klub sportowy CS Trevigliese został założony w miejscowości Treviglio w 1907 roku. Natychmiast zapisał się do F.I.F. i organizował Puchar Treviglio, kolejne edycje którego odbywały się co roku do 1910. Dopiero w sezonie 1910/11 zespół startował w mistrzostwach Terza Categoria Lombarda (D3), przegrywając w finale z FC Lombardia Milano. W następnym sezonie 1911/12 już zrezygnował w rundzie I z gry z Brescia. W sezonie 1912/13 zajął drugie miejsce w grupie B, ale potem przegrał 1:2 baraż o finał z Aurora, jednak otrzymując awans do Promozione Lombarda (D2). W 1914 był piątym w regionie, a w 1915 awansował na czwartą lokatę w grupie B Promozione Lombarda, ale potem z powodu rozpoczęcia działań wojennych I wojny światowej mistrzostwa zostały zawieszone.
Dopiero po zakończeniu I wojny światowej w 1919 roku klub najpierw w eliminacjach wygrał 3:2 z AC Monza i został zakwalifikowany do Prima Categoria, w której zajął czwarte miejsce w grupie A Lombarda w sezonie 1919/20. W następnym sezonie 1920/21 zespół wygrał grupę F, a potem w finale regionu był szóstym. 24 lipca 1921 roku, podczas zgromadzenia na którym przedstawiono Projekt Pozzo, plan reformy mistrzostw, który przewidywał zmniejszenie mistrzostw Pierwszej Dywizji Północnej do zaledwie 24 uczestników w porównaniu z 64 uczestnikami mistrzostw sezonu 1920/21, 24 największe włoskie kluby odłączyli się od FIGC, tworząc federację (CCI) i mistrzostwo (Prima Divisione, znane również jako Torneo delle 24). Klub zdecydował się pozostać w szeregach FIGC, zajmując w sezonie 1921/22 drugie miejsce w grupie B mistrzostw Prima Categoria Lombarda. Przed rozpoczęciem sezonu 1922/23 ze względu na kompromis Colombo dotyczący restrukturyzacji mistrzostw, klub został zakwalifikowany do rozgrywek Seconda Divisione Lega Nord (D2), w których zajął drugie miejsce w grupie D. W następnym sezonie 1923/24 spadł na czwartą pozycję w grupie D.
Po reorganizacji systemu ligi w 1926 i wprowadzeniu najwyższej klasy, zwanej Divisione Nazionale klub w sezonie 1926/27 zajął ósme miejsce w grupie B Seconda Divisione Nord (D3). W sezonie 1929/30 po podziale najwyższej dywizji na Serie A i Serie B poziom Seconda Divisione został zdegradowany do czwartego stopnia. W sezonie 1930/31 po wygraniu grupy C Seconda Divisione Lombarda awansował do finału B drugiej dywizji, gdzie również zwyciężył i otrzymał promocję do Prima Divisione (D3). W 1935 roku po wprowadzeniu Serie C Prima Divisione została czwartym poziomem ligowym. Sezon 1937/38 zespół zakończył na 10.miejscu w grupie A Prima Divisione Lombarda. W związku z poważnym kryzysem finansowym mocno zadłużona prezydencja sprzedaje swoje boisko gminie i rezygnuje z mistrzostw, pozostając nieaktywną. W 1938 roku z inicjatywy faszystowskiego sekretarza politycznego Treviglio, została utworzona sekcja piłkarska G.I.L. Treviglio Sezione Calcio, która startowała w mistrzostwach Sezione Propaganda FIGC (Direttorio di Treviglio). W sezonie 1940/41 chociaż klub był członkiem FIGC, ale nie brał udziału w mistrzostwach. Dopiero w sezonie 1941/42 ponownie startował w Seconda Divisione Lombarda, zajmując 5. miejsce w grupie A i otrzymując promocję do pierwszej dywizji. Sezon 1942/43 zakończył na drugiej pozycji w grupie C Prima Divisione Lombarda (D4). W 1943 odbudowano miejskie boisko sportowe, dzięki dobrowolnym składkom mieszkańców Treviso, którzy płacili dodatek za każdy mecz rozgrywany u siebie przez całą wojnę. Również została przywrócona klubowi nazwa CS Trevigliese. W sezonie 1943/44 był drugim w grupie B Sezione Propaganda Bergamasca, awansując do finału, gdzie zajął czwarte miejsce w rundzie finałowej, ale nie mógł grać w playoff o tytuł z Nembrese z powodu zakazu przez faszystowskie władze. W 1944 startował w wojennych rozgrywkach Campionato II Zona Lombardia, plasując się na drugiej pozycji w grupie G Turnieju Drużyn Mniejszych.
Po zakończeniu II wojny światowej, drużyna wznowiła działalność i została zakwalifikowana do rozgrywek Serie C, zajmując w sezonie 1945/46 trzecie miejsce w grupie G Serie C Alta Italia. W 1948 roku klub spadł do Promozione Nord (D4). W 1952 po kolejnej reorganizacji systemu lig zespół został zdegradowany do Promozione Lombarda. W 1954 spadł na rok do Prima Divisione Lombarda. W 1957 liga zmieniła nazwę na Campionato Lombardo Dilettanti, a w 1959 została przemianowana na Prima Categoria Lombarda. W sezonie 1959/60 zwyciężył w grupie C Prima Categoria Lombarda, awansując do rundy finałowej, gdzie wygrał 0:1, 5:1 ćwierćfinał z Chiari, a potem przegrał 1:2, 1:2 półfinał playoff z Cassanesi. Jednak zwycięzca finału Aurora Desio został niedopuszczony, dlatego klub otrzymał awans do Serie D (D4). Po zakończeniu sezonu 1964/65 awansował do Serie C, ale po pięciu latach wrócił do Serie D. W 1974 spadł na rok do Promozione Lombarda (D5). Sezon 1977/78 zakończył na 15.miejscu w grupie B Serie D, spadając do Promozione Lombarda. Przed rozpoczęciem sezonu 1978/79 Serie C została podzielona na dwie dywizje: Serie C1 i Serie C2, wskutek czego Promozione została obniżona do szóstego poziomu. W sezonie 1980/81 zwyciężył w grupie B Promozione Lombarda i awansował do Campionato Interregionale (D5), ale po dwóch latach spadł z powrotem do Promozione Lombarda. W 1991 roku szósty poziom ligowy przyjął nazwę Eccellenza. W latach 1996–1999 zespół występował w Campionato Nazionale Dilettanti (D5), po czym wrócił do gry w Eccellenza Lombardia.
W 2014 zespół zmienił nazwę na CS Trevigliese ASD. Przed rozpoczęciem sezonu 2014/15 wprowadzono reformę systemy lig, wskutek czego Eccellenza Lombardia awansowała na piąty poziom. Sezon 2014/15 zakończył na 15 pozycji w grupie B Eccellenza Lombardia i został zdegradowany do Promozione Lombardia. W następnym sezonie zwyciężył w grupie E i wrócił do Eccellenza Lombardia. W 2018 roku ponownie spadł na rok do Promozione Lombardia.

## Barwy klubowe, strój
|  |  |

Klub ma barwy biało-błękitne. Zawodnicy domowe spotkania zazwyczaj grają w pasiastych pionowo biało-błękitnych koszulkach, białych spodenkach oraz białych getrach.

## Sukcesy

### Trofea międzynarodowe
Nie uczestniczył w rozgrywkach europejskich (stan na 31-05-2020).

### Trofea krajowe
| \| \| Zdobyte trofea w rozgrywkach Włoch (stan na: 31-08-2020) \| |                                                          |      |                      |
| Rozgrywki                                                         | Osiągnięcie                                              | Razy | Sezon(y)             |
| · Mistrzostwo                                                     | I miejsce                                                | 0    |                      |
| · Mistrzostwo                                                     | II miejsce                                               | 0    |                      |
| · Mistrzostwo                                                     | III miejsce                                              | 0    |                      |
| · Mistrzostwo                                                     | 1.miejsce                                                | 1    | 1920/21 (F Lombarda) |
| · Puchar                                                          | zdobywca                                                 | 0    |                      |
| · Puchar                                                          | finalista                                                | 0    |                      |
| · Puchar                                                          | 1/32 finału                                              | 1    | 1922                 |
| II liga                                                           | I miejsce                                                | 0    |                      |
| II liga                                                           | II miejsce                                               | 1    | 1922/23 (D)          |
| II liga                                                           | III miejsce                                              | 0    |                      |
| Włochy                                                            | Zdobyte trofea w rozgrywkach Włoch (stan na: 31-08-2020) |      |                      |

- Terza Categoria/Serie C (D3):
  - wicemistrz (2x): 1910/11 (Lombarda), 1912/13 (B Lombarda)
  - 3.miejsce (1x): 1945/46 (G)

## Poszczególne sezony

### Rozgrywki międzynarodowe

#### Europejskie puchary
Nie uczestniczył w rozgrywkach europejskich.

### Rozgrywki krajowe
| \| Włochy \| Bilans występów klubu w rozgrywkach piłkarskich Włoch (Stan na 31 sierpnia 2020 r.) \| \| | |        |       |   |   |   |    |    |     |                                                                                              |        |        |      |
| Poziom                                                                                                 | Rozgrywki | Sezony | Mecze | Z | R | P | B+ | B– | Pkt | Lata                                                                                         | Awanse | Spadki | Naj. |
| I | Prima Categoria Lombarda | 3      |       |   |   |   |    |    |     | 1919–1922                                                                                    | 0      | 1      | 1    |
| II | Promozione Lombarda, Seconda Divisione | 6      |       |   |   |   |    |    |     | 1913–1915, 1922–1926                                                                         | 0      | 2      | 2    |
| III | Terza Categoria Lombarda, Seconda Divisione, Prima Divisione, Serie C | 18     |       |   |   |   |    |    |     | 1910–1913, 1926–1929, 1931–1935, 1945–1948, 1965–1970                                        | 1      | 4      | 2    |
| IV | Seconda Divisione, Prima Divisione, Promozione, Serie D | 22     |       |   |   |   |    |    |     | 1929–1931, 1935–1938, 1942/43, 1948–1952, 1960–1965, 1970–1974, 1975–1978                    | 2      | 5      | 1    |
| V | Seconda Divisione Lombarda, Promozione Lombarda, Campionato Lombardo Dilettanti, Prima Categoria Lombarda, Campionato Interregionale, Campionato Nazionale Dilettanti, Eccellenza Lombardia | 19     |       |   |   |   |    |    |     | 1941/42, 1952–1954, 1955–1960, 1974/75, 1981–1983, 1996–1999, 2014/15, 2016–2018, od 2019/20 | 3      | 5      | 1    |
| | Puchar Włoch | 2      |       |   |   |   |    |    |     | 1922, 1927                                                                                   | 0      | 0      | 1/32 |
| Włochy                                                                                                 | Bilans występów klubu w rozgrywkach piłkarskich Włoch (Stan na 31 sierpnia 2020 r.) |        |       |   |   |   |    |    |     |                                                                                              |        |        |      |

## Struktura klubu

### Stadion
Klub piłkarski rozgrywa swoje mecze domowe na Stadio Comunale Mario Zanconti w Treviglio o pojemności 1200 widzów.

### Derby
- BC Atalanta
- Inter Mediolan
- A.C. Milan